# Judži Hironaga
Judži Hironaga (japonsky 廣長 優志, * 25. července 1975) je bývalý japonský fotbalista.

## Klubová kariéra
Hrával za Tokyo Verdy, Gamba Osaka, Yokohama FC a Cerezo Osaka.

## Reprezentační kariéra
S japonskou reprezentací se zúčastnil Letních olympijských her 1996.